# جورج شيلدون
جورج شيلدون (بالإنجليزية: George Sheldon)‏ هو سياسي أمريكي، ولد في 1818، وتوفي في 1916. انتخب عضو مجلس نواب ماساتشوستس.